# Arcoppia serrulata
Arcoppia serrulata är en kvalsterart som först beskrevs av Balogh och Sandór Mahunka 1980.  Arcoppia serrulata ingår i släktet Arcoppia och familjen Oppiidae. Inga underarter finns listade i Catalogue of Life.